# Collectie van Graaf Thierry de Looz-Corswarem
De Collectie van Graaf Thierry de Looz-Corswarem is een verzameling van 18e- en 19e-eeuwse Europese sierkunst en kunst uit Azië.

## Beschrijving
Zijn collectie Europese kunst bevat Frans meubilair (fauteuils, canapés en ladekasten), ontworpen door bekende Franse meubelmakers uit de tweede helft van de 18e eeuw zoals Noël-Toussaint Porrot en Jean-Baptiste-Claude Séné. Daarnaast bevat de verzameling pendules en verguldbronzen en zilveren voorwerpen in empirestijl.
Opmerkelijk in de collectie is het tafelzilver, waarvan een gedeelte in bewaring werden gegeven aan het Museum Kunst & Geschiedenis te Brussel. Onder meer vier zilveren toiletdozen, vervaardigd door Bertholet Labeen de Lambermont uit 1693 worden tentoongesteld in het Museum Kunst & Geschiedenis te Brussel. 
Allerhande servies, waaronder terrines, koelers, bekkens en korven van Jean-Baptiste Claude Odiot (1763-1850) en zoutvaatjes, roompotten en groenteschalen van Martin-Guillaume Biennais (1764-1843) werden verzameld. Beide zilversmeden waren hofleveranciers van Napoleon I, zowel tijdens het Consulaat, het Directoire en het Empire. De kunstwerken waren telkens een verrassend compromis tussen vernieuwing en traditie, soberheid en extravagantie, beheersing en opzichtige luxe.
De collectie met Aziatische kunstwerken komt in hoofdzaak uit Zuidoost-Azië. Het Museum Kunst & Geschiedenis kon haar Birmaanse collectie aanvullen met dozen in lakwerk en met houten sculpturen van Boeddha. Ook de Thaise chofah, vervolledigen de collectie van het museum.
Eveneens opvallend is een reeks schilderingen van de Yao, een bevolkingsgroep die zich verspreidde over een deel van Zuidoost-Azië. Verder is er Chinees porselein voor de Thaise markt (bencharong), polychroom porselein, waarvan de naam 'vijf kleuren' betekent.

## Geschiedenis
Graaf Thierry de Looz-Corswarem schonk in 2015 zijn collectie aan de Koning Boudewijnstichting (inventarisnummer: 0132). Ze wordt tentoongesteld in de Koninklijke Musea voor Kunst en Geschiedenis te Brussel.